# Carlos Alberto Souto Pinheiro Júnior
Carlos Alberto Souto Pinheiro Júnior (Natal, Rio Grande do Norte, Brasil, 8 de enero de 1984) es un futbolista brasileño. Juega de defensa y su primer equipo fue América Futebol Clube.

## Clubes
| Club                     | País              | Año       |
| ------------------------ | ----------------- | --------- |
| América Futebol Clube    | Bandera de Brasil | 2000-2003 |
| Cruzeiro EC              | Bandera de Brasil | 2003      |
| Londrina Esporte Clube   | Bandera de Brasil | 2004      |
| AA São Bento             | Bandera de Brasil | 2005      |
| Uberlândia Esporte Clube | Bandera de Brasil | 2005      |
| Itabuna Esporte Clube    | Bandera de Brasil | 2006      |
| Atlético Paranaense      | Bandera de Brasil | 2006      |
| Bahia                    | Bandera de Brasil | 2007      |

- Datos: Q5041710